# Asterix og Obelix og Briterne
Asterix og Obelix og Briterne er den fjerde spillefilm om Asterix og Obelix, instrueret af Laurent Tirard. Filmen er filmet i 3D og havde sin verdenspremiere i september 2012.

## Medvirkende
- Edouard Baer som Asterix
- Gérard Depardieu som Obelix
- Fabrice Luchini som Julius Cæsar
- Catherine Deneuve som Dronning Cordelia
- Guillaume Gallienne som Fixfax
- Vincent Lacoste som Provoix
- Valérie Lemercier som Frøken Macintosh
- Charlotte Lebon som Ofelia
- Jean Rochefort som Lucius Fouinus
- Gérard Jugnot som Sørøverkaptajn

### Danske stemmer
- Jesper Asholt som Asterix (dansk stemme)
- Peter Aude som Obelix (dansk stemme)
- Henning Jensen som Cæsar (dansk stemme)
- Solbjørg Højfeldt som Dronning Cordelia (dansk stemme)
- Sigurd le Dous som Fixfax (dansk stemme)
- Oliver Berg som Provoix (dansk stemme)
- Anette Støvelbæk som Frøken Macintosh (dansk stemme)
- Michelle Heedal som Ofelia (dansk stemme)